# 平綿アンナ
平綿 アンナ（ひらわた アンナ、1992年6月6日 - ）は、日本のミュージカル俳優、バレエダンサー。神奈川県藤沢市出身。劇団四季所属。2015年研究所入所。

## 主な出演作品
- クレイジー・フォー・ユー （2015年、2023年） - エレイン
- ガンバの大冒険 （2016年） - アンサンブル5枠、6枠
- はだかの王様 （2019年） - 大学教授ワンピース
- マンマ・ミーア! （2020年） - アンサンブル6枠
- リトル・マーメイド （2022年） - アリスタ